# Чернихівці
Че́рнихівці — село в Україні,  у Збаразькій міській громаді Тернопільського району Тернопільської області (Україна). Лежить над річкою Гнізна Гнила.
До 2020 центр сільради. До Чернихівців приєднано хутір Федоровичівка (Колонія). Поблизу села розташований хутір Сабашівка.
Населення — 3500 осіб (2013).

## Історія
Поблизу села виявлено археологічні пам'ятки Висоцької культури.
Перша писемна згадка — 1340. Згадується 21 грудня 1439 року в протоколах галицького суду (Czirnykowcze).
9 липня 1463 року в Луцьку три брати – Василь, Семен і Солтан Васильовичі, «отчині і дідичі Збаразькі» (сини князя Василя Федоровича Несвізького) офіційно поділили батьківські маєтки. У цьому документі перераховано переважно більшість сіл Збаражчини (і не тільки), що відійшли князям.
Зокрема, Василю Васильовичу – містечко Збараж і села Опрілівці, Лозова, Охрімівці, Чернихівці (згадується як Черниковце), Верняки, Залужжя,  Тарасівка, Розношинці, Мусорівці, дві Стриївки та інші.
Процитований документ зберігається в архіві князів Любартовичів Сангушків у Славуті (Archiwum książąt Lubartowiczow Sanguszkow w Sławucie. T.1 1366-1506. S.53). 
1529 — як містечко, що мало замок.
Унаслідок татарських нападів 1474, 1521, 1527, 1589 рр. містечко занепало.
XVI ст. — в Чернихівцях діяв Василіянський монастир із чудотворною іконою Пресвятої Богородиці.
У щоденнику Ульріха фон Вердума (1672) населений пункт згаданий як село зі замком.
1831 — пошесть холери (зберегіються пам'ятні хрести).
Наприкінці XIX ст. — один із центрів килимарства.
Діяли «Просвіта», «Союз Українок», інші товариства, кооператив.
6 липня 1941 — 7 березня 1944 — під німецькою окупацією.
1944 — у боях за Чернихівці загинув командир батальйону 1085-го СП, 322-ї СД, Герой Радянського Союзу капітан М.Курятников.
12 червня 2020 року, відповідно до Розпорядження Кабінету Міністрів України від  № 724-р «Про визначення адміністративних центрів та затвердження територій територіальних громад Тернопільської області», село увійшло до складу Збаразької міської громади.
19 липня 2020 року, в результаті адміністративно-територіальної реформи та ліквідації Збаразького району, село увійшло до складу новоутвореного Тернопільського району.м

## Населення

### Мова
Розподіл населення за рідною мовою за даними :
| Мова       | Кількість | Відсоток |
| ---------- | --------- | -------- |
| українська | 1394      | 97.14%   |
| російська  | 39        | 2.72%    |
| польська   | 1         | 0.07%    |
| словацька  | 1         | 0.07%    |
| Усього     | 1435      | 100%     |

## Пам'ятки

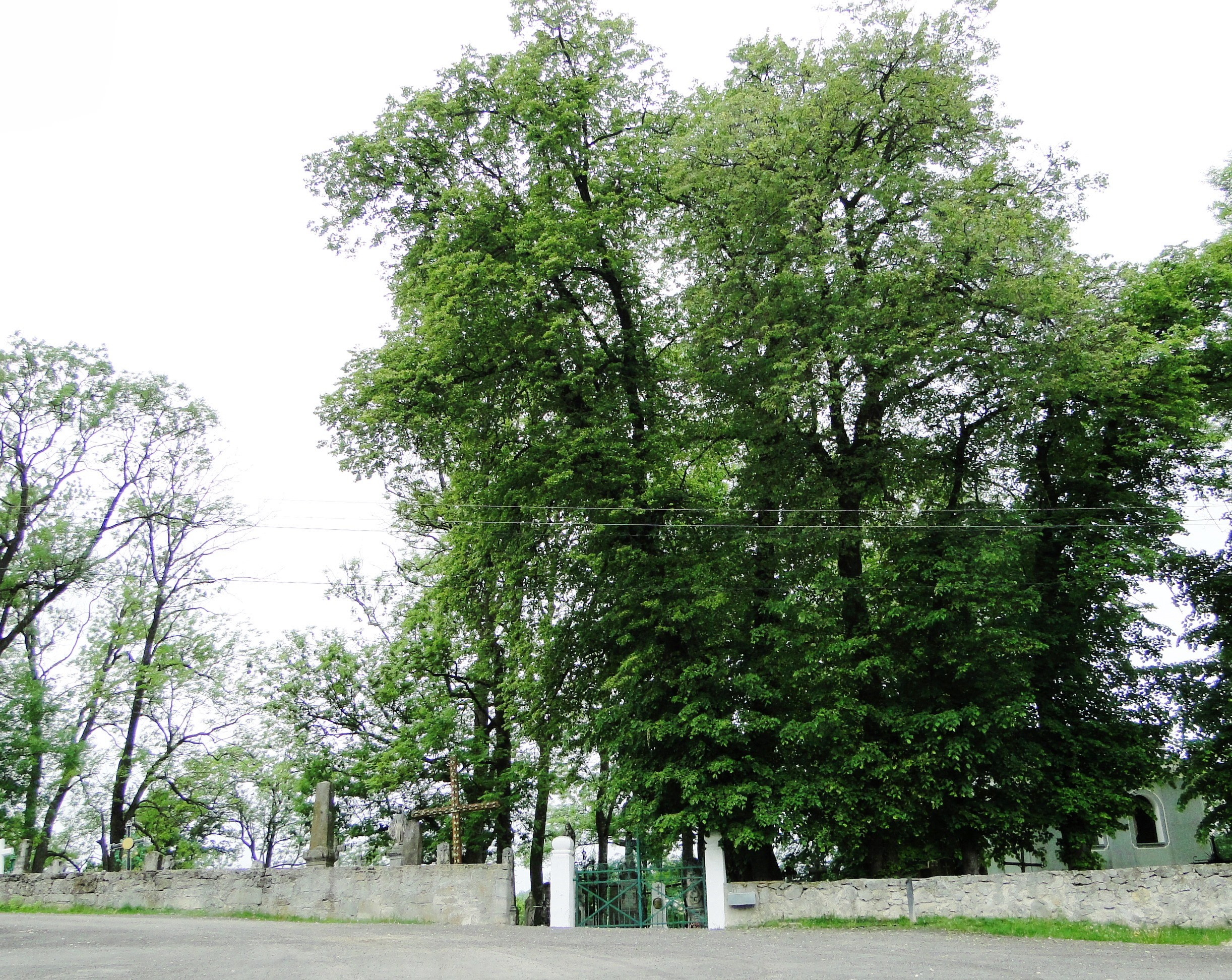
Черниховецькі липи у травні

Є церква Пресвятої Трійці (1768, мурована).
Пам'ятний знак на честь скасування панщини 1848 року (встановлено 1863, відновлено 1990).
Споруджено пам'ятник воїнам-односельцям, полеглим у німецько-радянській війні (1989), насипано символічну могилу борцям за волю України (1991, реставровано 2006 за кошти І.Мазуренка та З.Чернецького), встановлено меморіальну таблицю на честь перебування в селі І.Франка (1991; вважається, що найбільше часу на терені Тернопільської області він провів саме тут).
В межах кладовища та церкви пресвятої Трійці на кінці вул. Княжа розташована ботанічна пам'ятка природи місцевого значення «Черниховецькі липи».

## Соціальна сфера
Працюють ЗОШ І–ІІІ ступенів, Будинок культури, бібліотека, ФАП, торгові заклади.

## Відомі люди

### Народилися
- Мирослав Січинський (1887—1979) — український громадсько-політичний діяч, член УСДП Галичини, виконавець замаху на намісника Галичини графа Анджея Потоцького[6].
- Гладкий Гриць (1893—1936) — громадський і політичний діяч, начальник відділу культосвіти 6-ій Січової дивізії Армії УНР[7].
- Джус Володимир (1895—1964) — український промисловець у США, засновник і президент Українського Інституту Америки.
- Вітенько Ігор Володимирович (1938—1974) — науковець, кібернетик, логік.
- Ратушний Михайло Ярославович (нар. 1962) — український політик, народний депутат України (1994—2006), голова УВКР (з 2011).
- Грицуняк Антін Андрійович (1820—1900) — український народний розповідач, війт Чернихівців.
- К. Мазуренко.
- Мечник Петро (1885—1953) — громадсько-освітній діяч, професор і директор Львівської академічної гімназії, старшина УГА.
- А. і Є. Блажкевич — Праведники народів світу[8].
- Володимир Бойко (1892-1989) — український педагог. Професор Української гімназії у Берхтесґадені.
- Струсь Андрій (2007-До сьогодення) - маловідомий український відеоблогер, творець розважального контенту на платформі ютуб. Більше відомий як N9on.

#### Перебували
- Іван Франко (1895, 1897)
- Андрей (Шептицький) (1906)

### Пов'язані з Чернихівцями
- Наприкінці XIX ст. фільварок у селі належав родині майбутнього польського економіста-реформатора та державного діяча Евґеніуша Квятковського. Тут проминуло його дитинство.

## Галерея

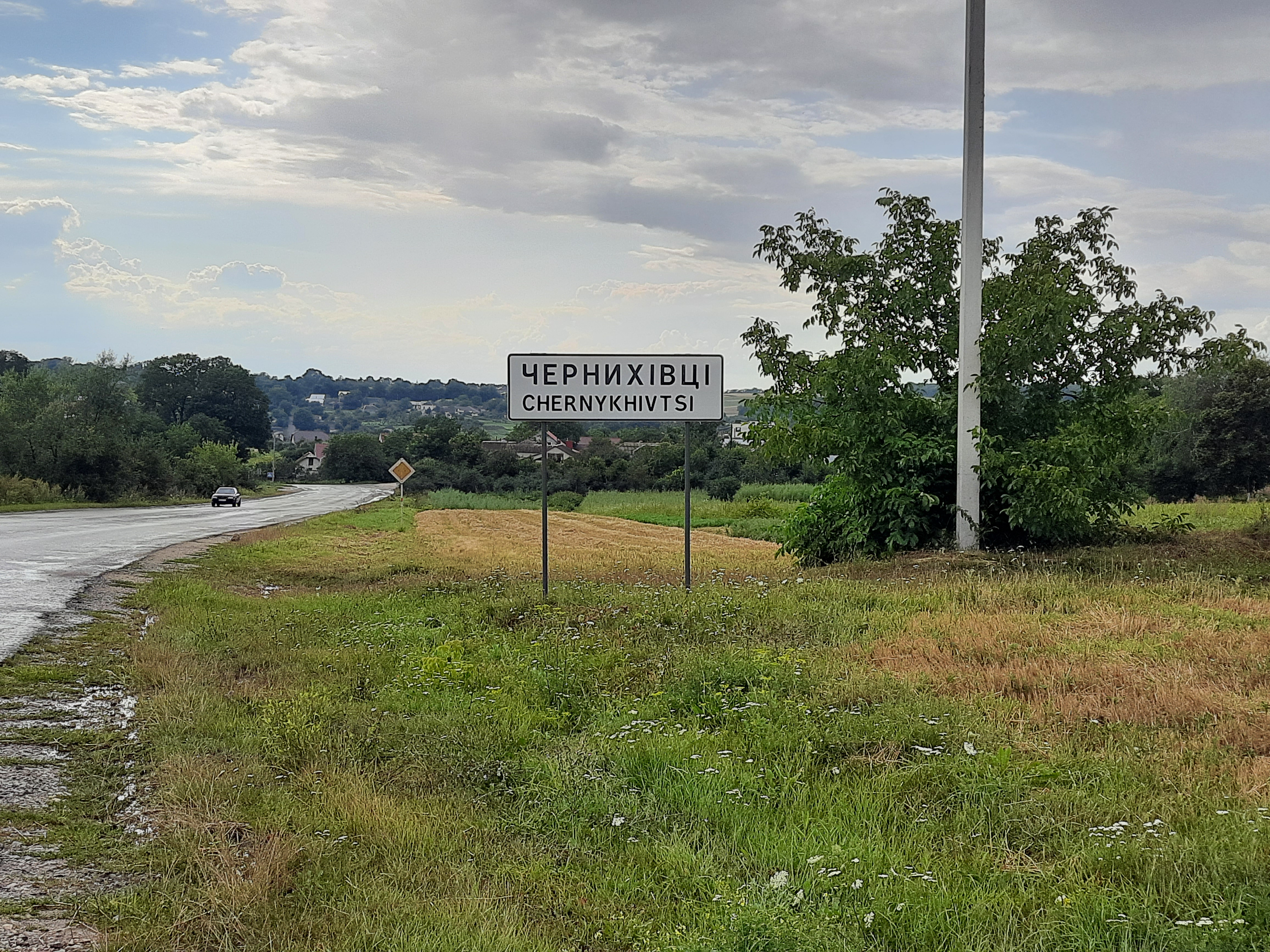
Дорожній знак при в'їзді в село
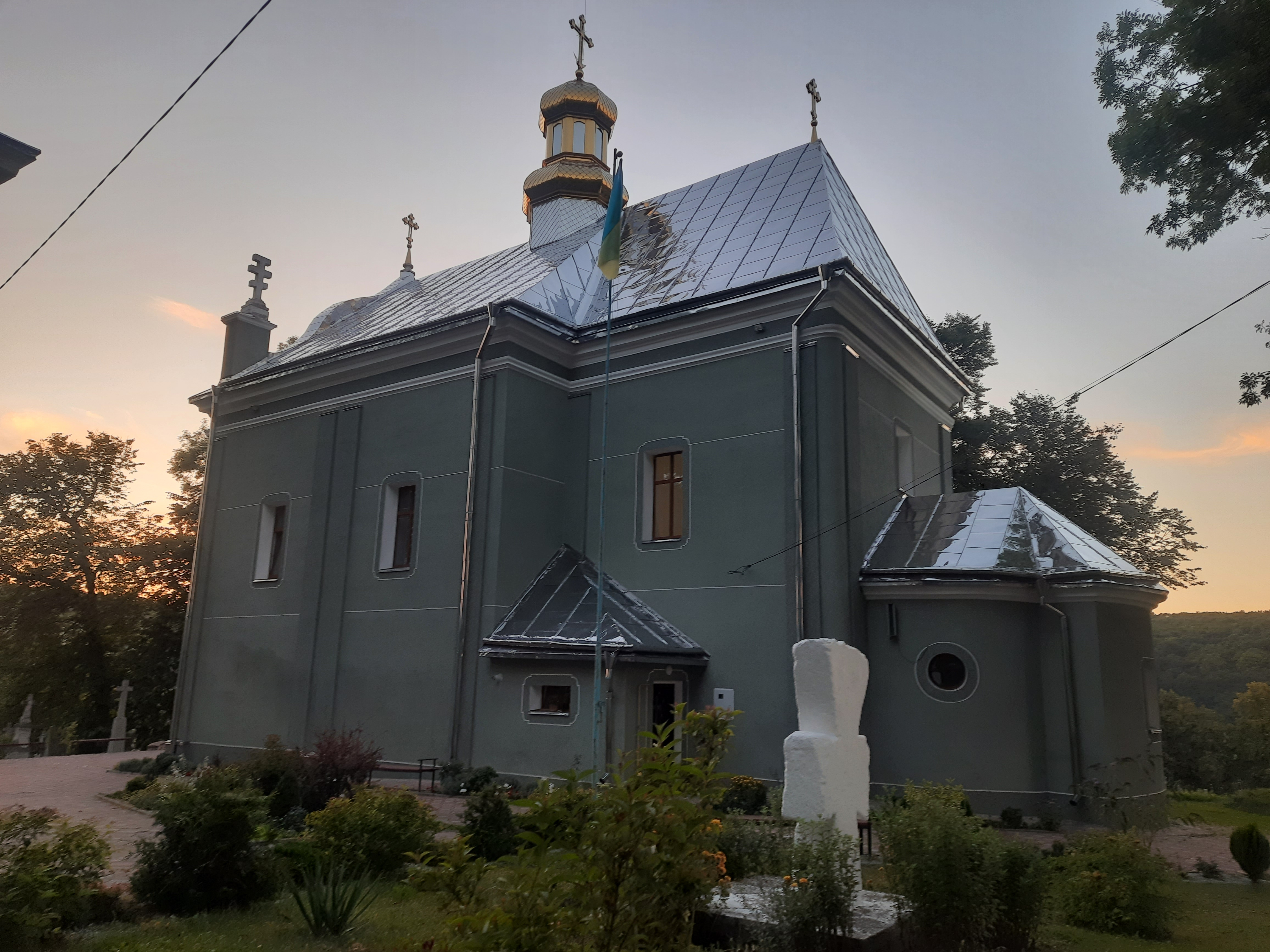
Церква Пресвятої Трійці
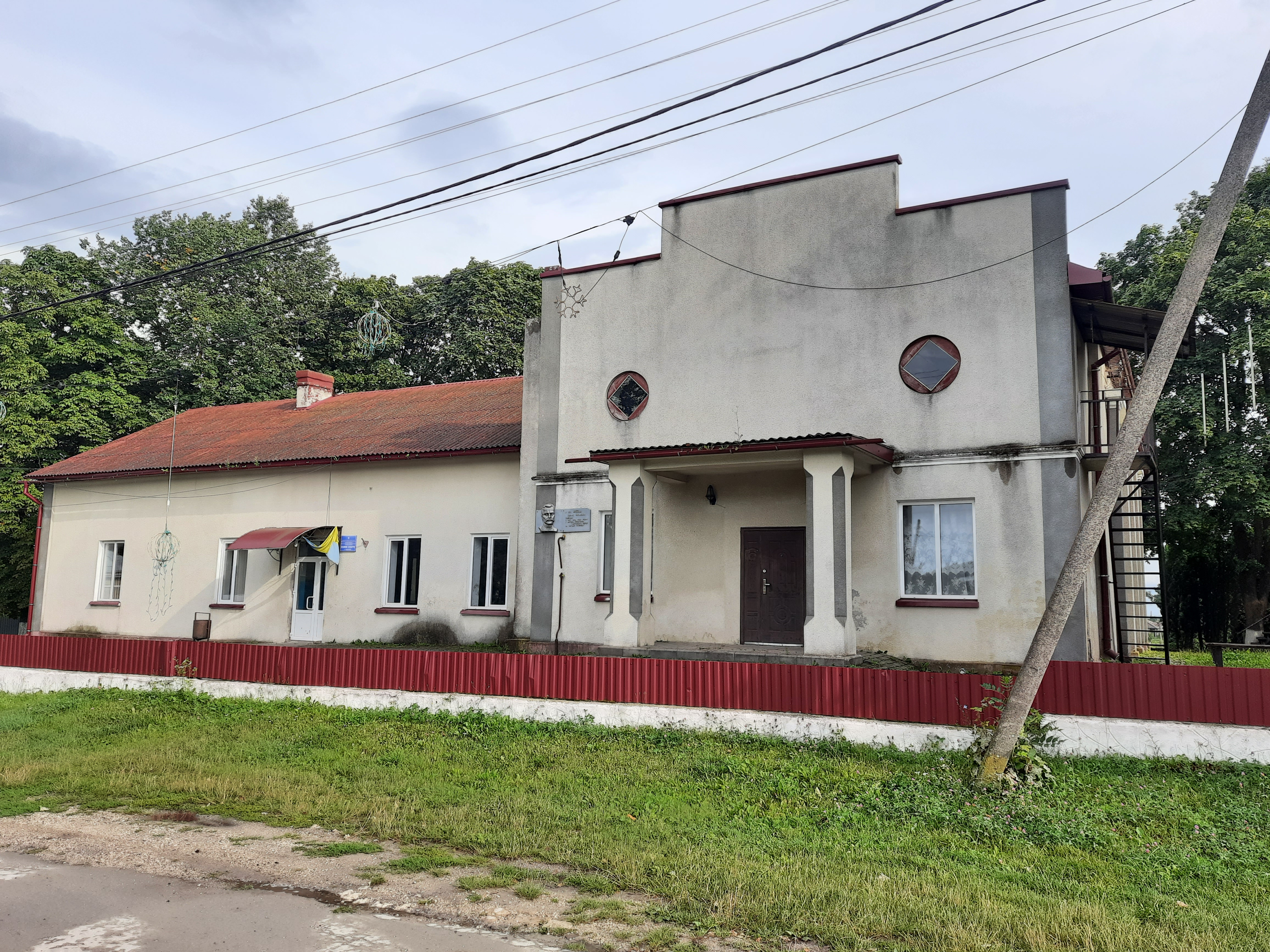
Будинок культури
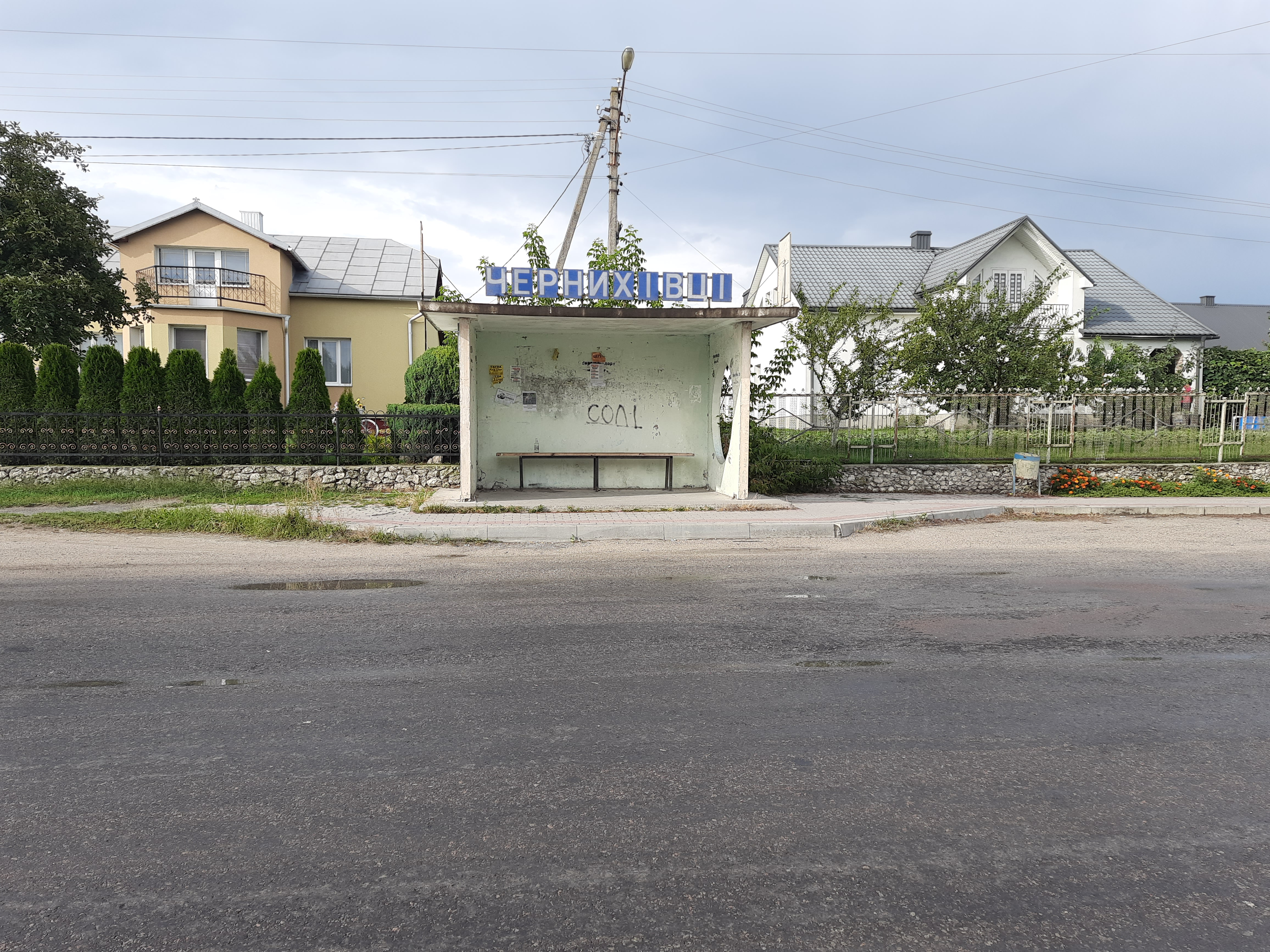
Автобусна зупинка
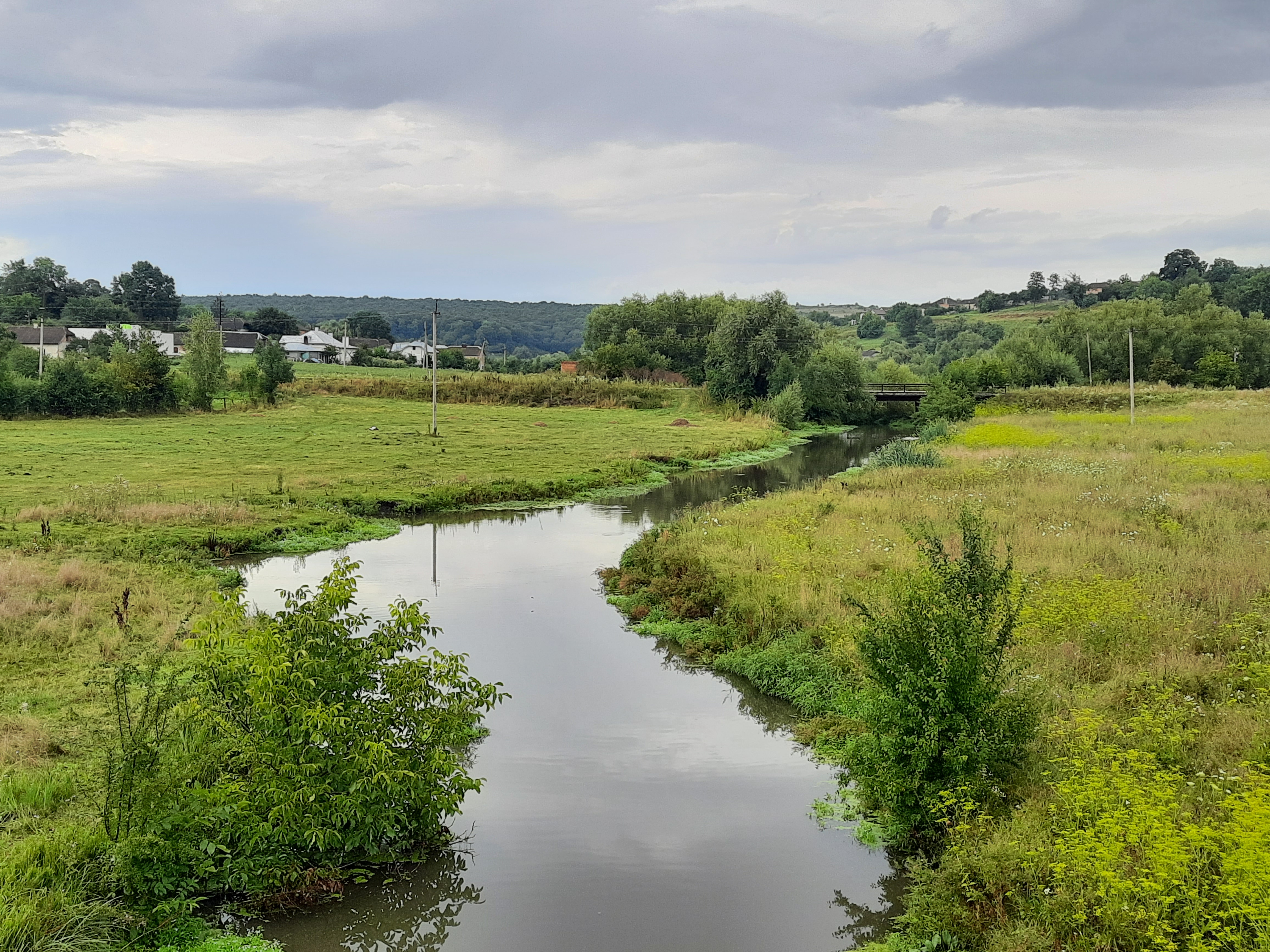
Річка Гнізна біля села